# George Wetherall
Pour les articles homonymes, voir Wetherall.
George Augustus Wetherall, né en 1788 et mort le 8 avril 1868, est un officier supérieur de l'armée britannique. Il est notamment connu pour son rôle dans la répression de la rébellion des Patriotes.

## Carrière militaire
Fils du général Frederick Wetherall, George Augustus Wetherall fait ses études à l'Académie royale militaire de Sandhurst et entre au service militaire actif en 1803. Il devient major de brigade au cap de Bonne-Espérance en 1809, participe à la conquête de l'Île de Java en 1811 comme aide de camp de son père, est secrétaire militaire du gouverneur de Madras de 1822 à 1826, et il est ensuite nommé adjoint au juge-avocat général en Inde. 
Le général Wetherall est particulièrement connu pour ses services rendus lors de la rébellion de 1837-1838 au Bas-Canada, au cours de laquelle il dirige le 2e bataillon des Royals à la bataille de Saint-Charles, le 25 novembre 1837 entre les troupes de la Grande-Bretagne et les rebelles patriotes. Après la victoire, lui et ses troupes déterre la Colonne de la liberté érigée à Saint-Charles par les Patriotes pour l'Assemblée des six-comtés, et la rapporte comme trophée de guerre à Montréal, avec plusieurs prisonniers.
Pour ses services, Wetherall est nommé compagnon de l'ordre du Bain. Il est adjudant général adjoint au Bas-Canada de 1843 à 1850. En 1854, il est nommé adjudant général. En 1860, il est devenu officier général commandant du district nord de la Grande-Bretagne. À la fin de ses services en 1865, il est nommé gouverneur de l'Académie royale militaire de Sandhurst.

## Note
- (en) Cet article est partiellement ou en totalité issu de l’article de Wikipédia en anglais intitulé « George Wetherall » (voir la liste des auteurs).